# Mont Tambora
El Mont Tambora és un volcà actiu, situat a l'illa de Sumbawa, una de les Illes Petites de la Sonda (Indonèsia). És de tipus estratovolcà, mesura 60 quilòmetres de diàmetre, assoleix una altitud de 2.722 metres i el seu cràter caldera fa 8 quilòmetres de diàmetre i 1 quilòmetre de profunditat.
El Tambora el formà la zona de subducció activa que es troba davall l'illa de Sumbawa, flanquejada a banda i banda (nord i sud) per l'escorça oceànica. Al llarg del temps, el volcà es va arribar a enlairar fins als 4.300 metres, cosa que el feu un dels cims més alts de l'arxipèlag indonesi. En el transcurs de les dècades, la gran cambra magmàtica de l'interior de la muntanya es va omplir i l'activitat volcànica va arribar al seu màxim històric en l'erupció colossal de l'abril de 1815. L'explosió, que es va arribar a sentir a l'illa de Sumatra (a més de 2.000 quilòmetres de distància), va causar la rebaixada de l'alçada fins als actuals 2.722 metres. L'erupció va provocar que a l'any següent, el 1816, se l'anomenés l'"Any sense estiu", a causa de l'efecte que el núvol de cendra tingué en el clima d'Amèrica del Nord i d'Europa.
Durant una excavació el 2004, un equip d'arqueòlegs va descobrir restes culturals enterrades per l'erupció, que van romandre intactes a 3 metres de profunditat, soterrades per dipòsits piroclàstics. El lloc, conegut com la Pompeia de l'Est, conserva els objectes en les posicions que tenien l'any 1815.

## Ubicació

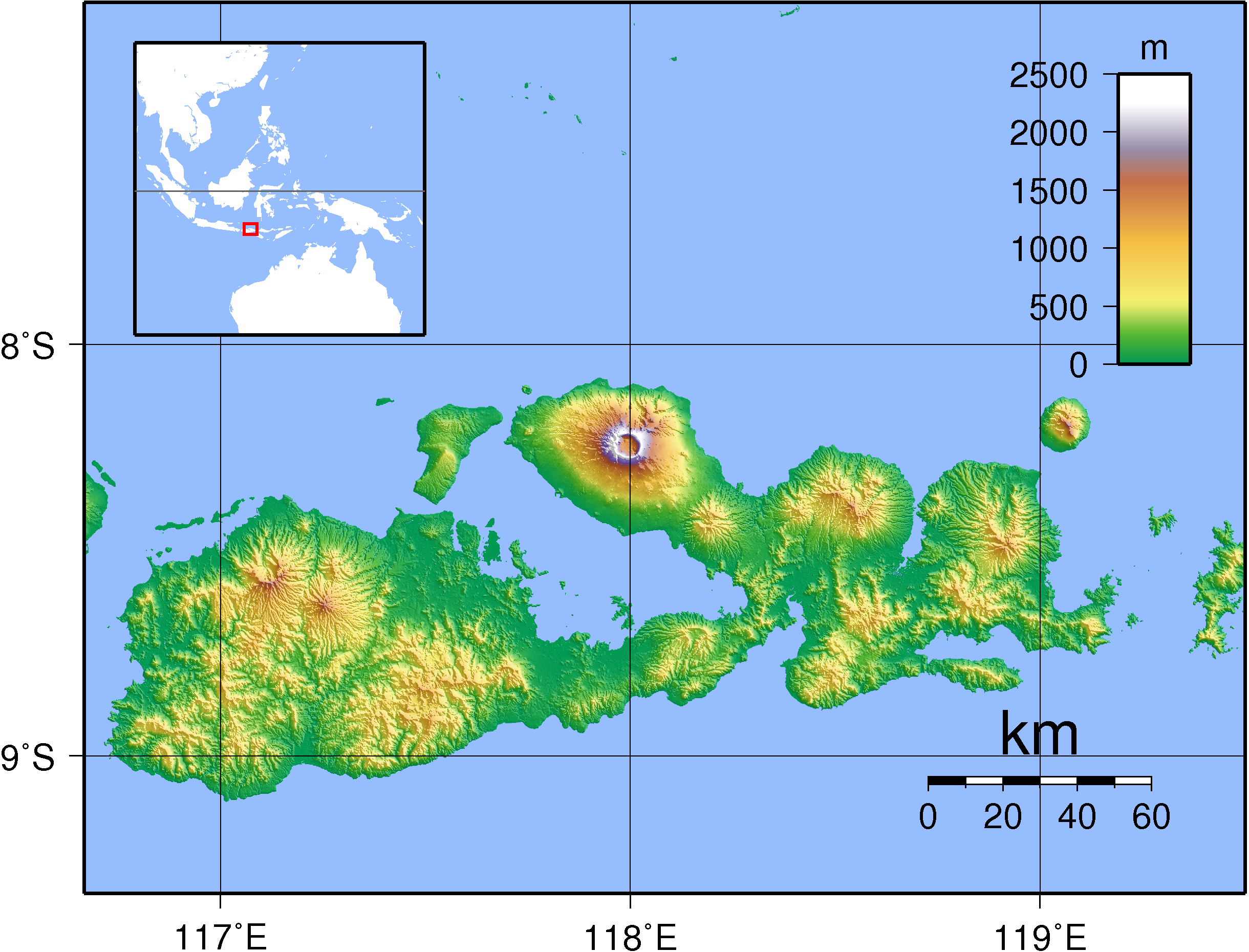
Topografia de Sumbawa. La caldera del Tambora se situa al nord de la península.

El Mont Tambora està situat a l'illa de Sumbawa, que forma part de les Illes Petites de la Sonda. Es tracta d'un segment de l'arc de la Sonda, una renglera d'illes volcàniques que formen la cadena meridional de l'arxipèlag d'Indonèsia. Tambora forma part d'una península pròpia a Sumbawa, coneguda com la península de Sanggar. Al nord de la península hi ha el mar de Flores, i al sud la badia de Saleh, de 86 quilòmetres de llarg i 36 quilòmetres d'ample. A la desembocadura de la Badia de Saleh hi ha un illot anomenat Moyo (en indonesi: Pulau Moyo)
A més del seu interès per a sismòlegs i vulcanòlegs, que estan a l'aguait de l'activitat de la muntanya, el Mont Tambora és una àrea d'estudis científics per a arqueòlegs i biòlegs. A més, la muntanya també presenta un atractiu turístic per practicar el senderisme i, en general, per desenvolupar activitats a l'aire lliure. Les ciutats més properes són Dompu i Bima. Hi ha tres concentracions de pobles al voltant del vessant de la muntanya: Sanggar (est), Doro Peti i Pesanggrahan (nord-oest), i Calabai (oest).
Hi ha dues rutes d'ascens per arribar a la caldera. La primera ruta s'inicia des del poble de Doro Mboha, situat al sud-est de la muntanya. Aquesta ruta transcorre per un camí pavimentat a través d'una plantació d'anacards i s'enfila fins a arribar als 1.150 metres sobre el nivell del mar. Al final d'aquesta ruta es troba la caldera a 1.950 metres, accessible per una pista de senderisme. Aquest lloc se sol utilitzar com a campament base per a monitorar l'activitat volcànica, ja que només es necessita una hora per arribar a la caldera. La segona ruta comença al poble Pancasila, al nord-oest de la muntanya, i en aquest cas només es pot accedir a peu fins a la caldera.

## Història geològica

### Formació
Tambora es troba a 340 quilòmetres al nord de la Fossa de Java i a entre 180 i 190 quilòmetres per sobre de la superfície superior de la zona de subducció. L'illa de Sumbawa està flanquejada pel nord i pel sud per l'escorça oceànica. La taxa de convergència és de 7,8 centímetres per any. S'estima que Tambora es van formar fa uns 57.000 anys. El dipòsit dels seus estrats ha drenat una gran cambra magmàtica a l'interior de la muntanya. L'illot Mojo es va formar com a part d'aquest procés geològic en el qual, durant el col·lapse de la caldera de la cambra ara fa uns 25.000anys, va aparèixer per primera vegada la Badia de Saleh, i ho feu com una conca de la mar.
D'acord amb un estudi geològic, abans de l'erupció de 1815 el Tambora tenia la forma d'un estratovolcà típic, amb un con volcànic altament simètric i una sola cambra magmàtica central. El diàmetre de la base era de 60 quilòmetres. L'obertura central emetia lava de forma freqüent, que queia en cascada per un pendent pronunciat.
A partir de l'erupció de 1815, la part més baixa conté dipòsits de seqüències intercalades de lava i material piroclàstic. Aproximadament el 40% del gruix dels vessants està constituït per entre 1 a 4 metres de lava espessa. A causa de la fragmentació dels fluxos de lava es produïren llits d'escòria gruixuda. Dins de la secció superior, la lava s'intercala amb escòria, toba i fluxos piroclàstics. Hi ha almenys vint filials o cons satèl·lit. Alguns d'ells tenen nom: Tahe (877 metres), Molo (602 metres), Kadiendinae, Kubah (1648 metres) i Doro Api Toi. La majoria d'aquests cons paràsits s'han produït amb laves basàltiques.

### Història eruptiva
L'ús de la tècnica de datació per carboni 14 ha establert les dates de tres de les erupcions del Mont Tambora abans de l'erupció de 1815. Les magnituds d'aquestes erupcions són desconegudes. Les dates estimades de l'erupció són cap al 3910 aC (± 200 anys), el 3050 aC i el 740 dC (± 150 anys). Totes foren erupcions explosives centrals amb característiques similars, excepte en l'última erupció que no va emetre fluxos piroclàstics.
El 1812 el Mont Tambora va entrar en una fase de gran activitat, assolint el clímax eruptiu en l'explosiu i catastròfic esdeveniment d'abril de 1815. La magnitud va ser de 7 a l'Índex d'explosibilitat volcànica (IEV), amb un volum total de tefra expulsat de 160 quilòmetres cúbics. Va ser una erupció explosiva central amb fluxos piroclàstics i un col·lapse de la caldera, que va provocar tsunamis i danys en grans extensions de terra. Va crear un efecte a llarg termini en el clima mundial. L'activitat volcànica va cessar el 15 de juliol de 1815. Posteriorment, a l'agost de 1819 es va enregistrar una activitat de seguiment consistent en una petita erupció (IEV 2) amb flames i rèpliques sorolloses, activitats que s'han considerat com una part de l'erupció de 1815. Al voltant de 1880 (± 30 anys), el Tambora va entrar en erupció de nou, però només dins la caldera. Es crearen petits cabals i extrusions del dom de lava. Aquesta erupció (IEV 2) va crear dins la caldera els cons satèl·lit o paràsits del Doro Api i el Toi.
El Mont Tambora segueix actiu. Durant els segles xix i xx s'han extrudit de la caldera doms i fluxos de lava menors. L'última erupció, petita i no explosiva (IEV 0) es va registrar l'any 1967.

## L'erupció de 1815
L'erupció de 1815, en l'Índex d'explosibilitat volcànica s'ha qualificat de nivell 7, l'única d'aquesta mena des de l'erupció del llac Taupo al voltant de l'any 180 aC. Amb un volum expulsat estimat de 160 quilòmetres cúbics, l'explosió del Tambora de 1815 és l'erupció volcànica registrada més gran de la història. L'explosió es va sentir a més de 2.000 quilòmetres de distància, a l'illa de Sumatra. S'ha constatat que caigué cendra volcànica en llocs tan llunyans del centre de l'erupció com Borneo, Cèlebes, Java i les illes Moluques. La majoria de les morts per l'erupció van ser de fam i malalties puix les conseqüències de l'erupció van arruïnar la productivitat agrícola de la regió local. El nombre de morts fou d'almenys 71.000 persones que la situa com l'erupció més mortífera de la història, de les quals entre 11.000 i 12.000 persones van morir directament a causa de l'erupció; Es creu que la xifra de 92.000 víctimes mortals, que es dona sovint, parteix de dades sobrevalorades. L'erupció va crear anomalies climàtiques a escala global, inclòs el fenomen conegut com a "hivern volcànic"; l'any 1816 va arribar a ser conegut com l'"Any sense estiu" a causa de l'efecte que el núvol de cendra tingué en el clima d'Amèrica del Nord i Europa. Es van fer malbé els cultius agrícoles i els cap de bestiar varen morir en una gran part de l'hemisferi nord, donant lloc a la pitjor fam del segle xix.

### Cronologia de l'erupció
De resultes del refredament gradual del magma tancat dins la cambra magmàtica, el Mont Tambora havia experimentat segles d'una inactivitat letàrgica abans de 1815. Dins la cambra, a profunditats d'entre 1,5 a 4,5 kilòmetres, es produïa l'exsolució de magma fluid d'alta pressió format durant el refredament i posterior cristal·lització d'aquest. A la cambra s'hi generà una sobrepressió de 4-5 kbar i la temperatura va rondar els 700–850 °C.

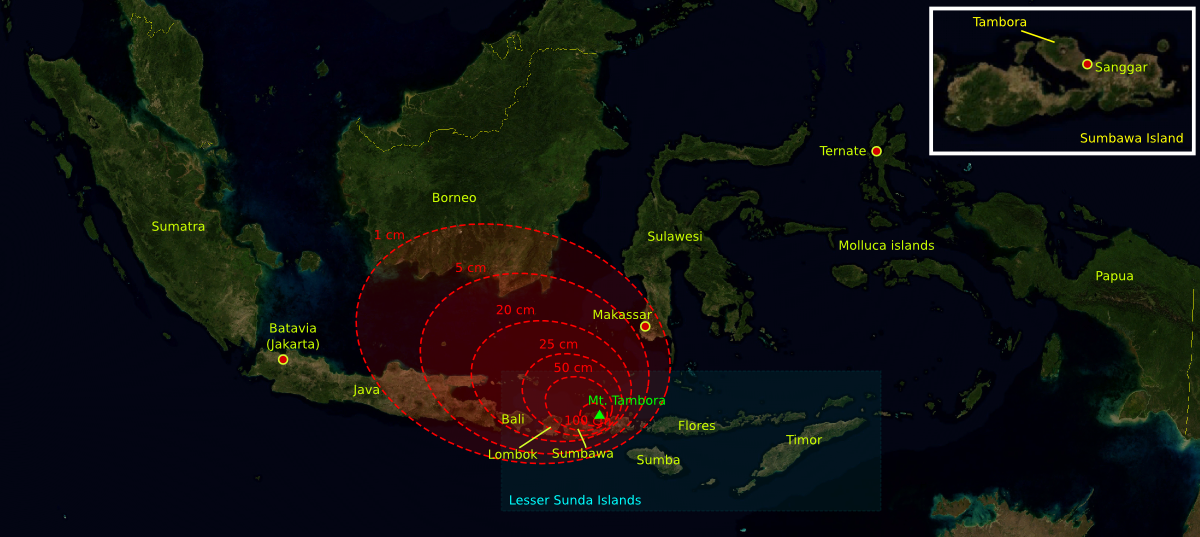
Les regions on s'estima que caigué cendra volcànica durant l'erupció de 1815. Les àrees vermelles mostres el gruix de cendra que va caure. La regió més llunyana (1 cm de gruix) va arribar a Borneo i les illes Cèlebes.
Les primeres explosions a l'illa es van escoltar la vesprada del 5 d'abril; se sentien cada quart d'hora, i van continuar a intervals fins l'endemà. El soroll era, en una primera instància, universalment atribuït a canons distants; tant és així, que un destacament de tropes va marxar de Yogyakarta, amb la idea que algun lloc veí estava essent atacat, i al llarg de la costa s'hi veieren en dues ocasions embarcacions que esperaven a suposats vaixells en perill.
—memòria de Sir Stamford Raffles'.

El 1812 la caldera va començar retrunyir i a emetre un núvol fosc. El 5 d'abril de 1815 hi hagué una erupció moderada, seguida de sorolls de trons de les detonacions, que se sentiren a Makassar, a Sulawesi (a 380 quilòmetres de distància), a Batavia (actual Jakarta) a Java (1.260 quilòmetres), i a Ternate a les illes Moluques (1.400 quilòmetres). La matinada del 6 d'abril va començar a caure cendra a l'Est de Java amb febles detonacions fins al 10 d'abril. A l'Illa de Sumatra (a més de 2.600 quilòmetres de distància) es cregué que el que sentien era el so de disparar d'armes de foc.
Al voltant de les 7 del vespre del 10 d'abril les erupcions es van intensificar i es van aixecar tres columnes de foc. La muntanya sencera s'havia tornat una massa fluent de "foc líquid". Aproximadament cap a les 8 de la tarda van començar a ploure pedres tosques de fins a 20 centímetres de diàmetre, seguides de cendra entre les 9 i les 10 de la nit. A qualsevulla banda de la península queien cascades de foc piroclàstic que baixava per la muntanya cap al mar, anihilant el poble de Tambora. La tarda de l'11 d'abril se sentiren fortes explosions. El vel de cendres s'havia estès fins a l'est de Java i el sud de Sulawesi. A Batavia fou notable la pudor nítrica i hi va caure una pluja de tefra grossa i tenyida, disminuint finalment l'activitat entre l'11 i el 17 d'abril.
S'estima que l'explosió fou de nivell 7 a l'índex d'explosibilitat volcànica. Tenia aproximadament 4 vegades l'energia de l'erupció del Krakatoa (1883), és a dir, que seria una explosió equivalent a 800 megatones. També s'estima que es van ejectar uns 160 quilòmetres cúbics de traquiandesita piroclàstica, d'un pes aproximat d'1,4×10¹⁴ kg, deixant una caldera d'una àrea de 6-7 quilòmetres i de 600-700 metres de profunditat. La densitat de cendra que va caure a Makassar va ser de 636 kg/m². Abans de l'explosió, el Mont Tambora feia aproximadament 4.300 metres d'alt, un dels pics més alts de l'arxipèlag Indonesi; després de l'explosió, passà a tenir només 2.851 metres, la seva mida actual.
L'explosió del Tambora de 1815 és l'erupció més gran que se'n tingui registre històric (vegeu la taula de més avall). L'explosió se sentí a 2.600 quilòmetres de distància i va caure cendra, com a mínim, 1.300 quilòmetres més enllà. La foscor es va poder observar fins a 600 kilòmetres de distància del cim de la muntanya durant 2 dies. Els fluxos piroclàstics van arribar a 20 quilòmetres de distància del cim.

### Seqüeles
La vegetació de l'illa fou destruïda per complet. Hi havia arbres arrancats, barrejats amb cendra de pedra tosca, que vagaven pel mar i formaven basses de fins a 5 quilòmetres de diàmetre. Es va trobar una bassa de pumicita a l'oceà Índic, prop de Calcuta, entre l'1 el 3 d'octubre. El 23 d'abril encara cobria el cim un núvol de cendra gruixuda. Les explosions van finalitzar el 23 d'agost. L'agost de 1819, quatre anys després, encara es va informar de flames i sorolls de rèpliques
Un tsunami de mida mitjana va colpejar les costes de diverses illes de l'arxipèlag indonesi el 10 d'abril i a Sanggar, al voltant de les 10 de la nit, va assolir una alçada de fins a 4 metres. També es van tenir notícies d'un altre tsunami d'1 a 2 metres d'alçada a Besuki, a l'est de Java, abans de la mitjanit, i un darrer tsunami de 2 metres d'alçada a les illes Moluques. El total estimat de víctimes mortals per tsunamis va ser de 4.600 persones.
La columna de l'erupció va arribar a l'estratosfera, a una altitud de més de 43 quilòmetres. Les partícules de cendra més gruixudes varen caure la primera i segona setmana després de les erupcions, però les més fines van romandre a l'atmosfera des d'uns pocs mesos a uns pocs anys a una altitud de 10 a 30 quilòmetres. Els vents longitudinals van propagar aquestes partícules fines arreu del globus terraqüi, creant un fenomen òptic. A Londres, Anglaterra, entre el 28 de juny i el 2 de juliol de 1815 i el 3 de setembre i el 7 d'octubre de 1815, foren freqüents albes i capvespres prolongats i de colors brillants. La brillantor del cel crepuscular va aparèixer normalment taronja o roja prop de l'horitzó i de color porpra o rosada més amunt.
El nombre estimat de morts varia segons les fonts. Zollinger (1855) estableix el nombre de morts directes a 10.000, probablement causats per fluxos piroclàstics. A l'illa de Sumbawa hi hagué 38.000 morts degudes a la inanició, i uns altres 10.000 morts a l'illa de Lombok per fam i malalties. Petroeschevsky (1949) va estimar que les morts foren d'unes 48.000 i 44.000 persones a Sumbawa i Lombok respectivament. Diversos autors utilitzen les xifres de Petroeschevsky, com ara Stothers (1984), que situa el total de víctimes en 88.000 persones. No obstant això, Tanguy (1998) va afirmar que les xifres de Petroeschevsky estaven infundades i basades en referències il·localitzables. Tanguy va revisar el nombre basant-se únicament en dues fonts creïbles: Zollinger, que es va passar diversos mesos a Sumbawa després de l'erupció, i les notes de Raffles. Tanguy va assenyalar que hi podien haver hagut víctimes a Bali, a l'est de Java, causades per malaltia o inanició. Les seves estimacions foren d'11.000 morts directes per efecte directe del volcà i 49.000 de fam i malalties epidèmiques després de l'erupció. Oppenheimer (2003) va donar una xifra modificada de com a mínim 71.000 morts en total, com es pot veure en la següent taula.
| Erupcions                                                                   | Any  | Alçada de la columna (en km) | Índex d'explosibilitat volcànica | Estiu anormal (en °C) a l'hemisferi nord | Morts             |
| --------------------------------------------------------------------------- | ---- | ---------------------------- | -------------------------------- | ---------------------------------------- | ----------------- |
| Vesuvi                                                                      | 79   | 30                           | 5                                | ?                                        | >2000             |
| Hatepe                                                                      | 186  | 51                           | 7                                | ?                                        | ?                 |
| Baekdu                                                                      | 969  | 25                           | 6–7                              | ?                                        | ?                 |
| Kuwae                                                                       | 1452 | ?                            | 6                                | −0.5                                     | ?                 |
| Huaynaputina                                                                | 1600 | 46                           | 6                                | −0.8                                     | ≈1400             |
| Tambora                                                                     | 1815 | 43                           | 7                                | −0.5                                     | > 71.000          |
| Krakatoa                                                                    | 1883 | 25                           | 6                                | −0.3                                     | 36.600            |
| Santa Maria                                                                 | 1902 | 34                           | 6                                | no anormal                               | de 7.000 a 13.000 |
| Katmai                                                                      | 1912 | 32                           | 6                                | −0.4                                     | 2                 |
| Saint Helens                                                                | 1980 | 19                           | 5                                | no anormal                               | 57                |
| El Chichón                                                                  | 1982 | 32                           | 4–5                              | ?                                        | > 2.000           |
| Nevado del Ruiz                                                             | 1985 | 27                           | 3                                | no anormal                               | 23.000            |
| Pinatubo                                                                    | 1991 | 34                           | 6                                | −0.5                                     | 1202              |
| Font: Oppenheimer (2003), i l'Smithsonian Global Volcanism Program for VEI. |      |                              |                                  |                                          |                   |

### Efectes globals

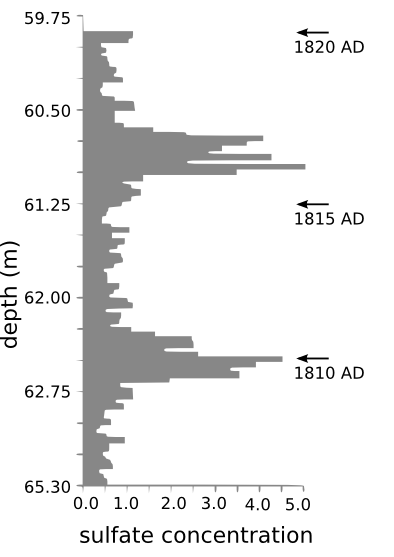
Concentracions de sofre en testimonis de gel del centre de Groenlàndia; s'han datat comptant les variacions estacionals de llurs isòtops de l'oxigen. Hi ha una erupció desconeguda al voltant del 1810. Font: Dai (1991).

L'erupció de 1815 va alliberar sofre a l'atmosfera, provocant anomalies del clima a escala global. Diferents mètodes han tractat de fer una estimació de la quantitat de sofre expulsada durant l'erupció: mètodes litològics, mesures de profunditat òptica basades en observacions anatòmiques, i el mètode de la concentració del sofre en el gel polar, utilitzant testimonis de gel de Groenlàndia i l'Antàrtida. Les xifres varien segons el mètode utilitzat, i oscil·len entre 10 i 120 milions de tones de sofre.
A la primavera i estiu de 1816, es va observar una boira seca persistent en el nord-est dels Estats Units. La boira va enrogir i atenuar la llum del sol d'una manera tal que eren visibles a ull nu les taques solars. Ni el vent ni la pluja dispersava "la boira". Se li donà el nom de "vel estratosfèric d'aerosols de sofre". L'estiu de 1816, els països de l'hemisferi nord van patir condicions meteorològiques extremes. La temperatura mitjana mundial va disminuir entre 0,4 i 0,7 °C, una davallada suficient per causar problemes significants a l'agricultura arreu del món. El 4 de juny de 1816 es van reportar gelades a Connecticut, i l'endemà la major part de Nova Anglaterra es veia immersa en un front fred. El 6 de juny de 1816 queia neu a Albany, Nova York, i a Dennysville (Maine). Aquestes condicions es van produir durant almenys tres mesos i van arruïnar la majoria dels cultius d'Amèrica del Nord. Aquell estiu, el Canadà va patir temperatures extremadament fredes; entre el 6 i el 10 de juny de 1816 s'acumularen 30 centímetres de neu a la ciutat de Quebec. Com a comparativa, podem assenyalar que la temperatura mínima mitjana al juny, en el període que va des de 1971 a 2000, ha estat de 10,6 °C.
El 1816 va ser el segon any més fred a l'hemisferi nord des del 1400, després del 1601 que fou l'any següent de l'erupció del volcà Huaynaputina (1600) al Perú. La dècada del 1810 ha estat la més freda mai registrada, com a resultat de l'erupció del Tambora i d'altres suposades erupcions entre 1809 i 1810 (vegeu les concentracions de sofre de les dades extretes dels testimonis de gel). Les anomalies en les temperatures superficials durant els estius de 1816, 1817 i 1818 van ser de −0,51, −0,44 i −0,29 °C, respectivament. A més d'un estiu més fresc, diverses parts d'Europa van experimentar hiverns tempestuosos.
A més, aquest patró d'anomalia climàtica ha estat considerada com a responsable de la greu epidèmia de tifus del sud-est d'Europa i el Mediterrani oriental entre el 1816 i el 1819. Durant l'hivern de 1816-1817 moriren nombrosos caps de bestiar a Nova Anglaterra. Les temperatures fredes i les fortes pluges van donar lloc a males collites a la Gran Bretanya i el nord i sud-oest d'Irlanda, esguerrant els cultius de blat, civada i patata. La crisi fou severa a Alemanya, on s'encariren moltíssim el preu dels aliments. A causa de la naturalesa desconeguda de les causes a moltes ciutats europees hi hagué manifestacions davant dels mercats de cereals i de les fleques, que foren seguides de disturbis, incendis i saquejos. Fou la pitjor fam del segle xix.

## Ecosistema
Vegeu també: Ecologia de les Illes Petites de la Sonda

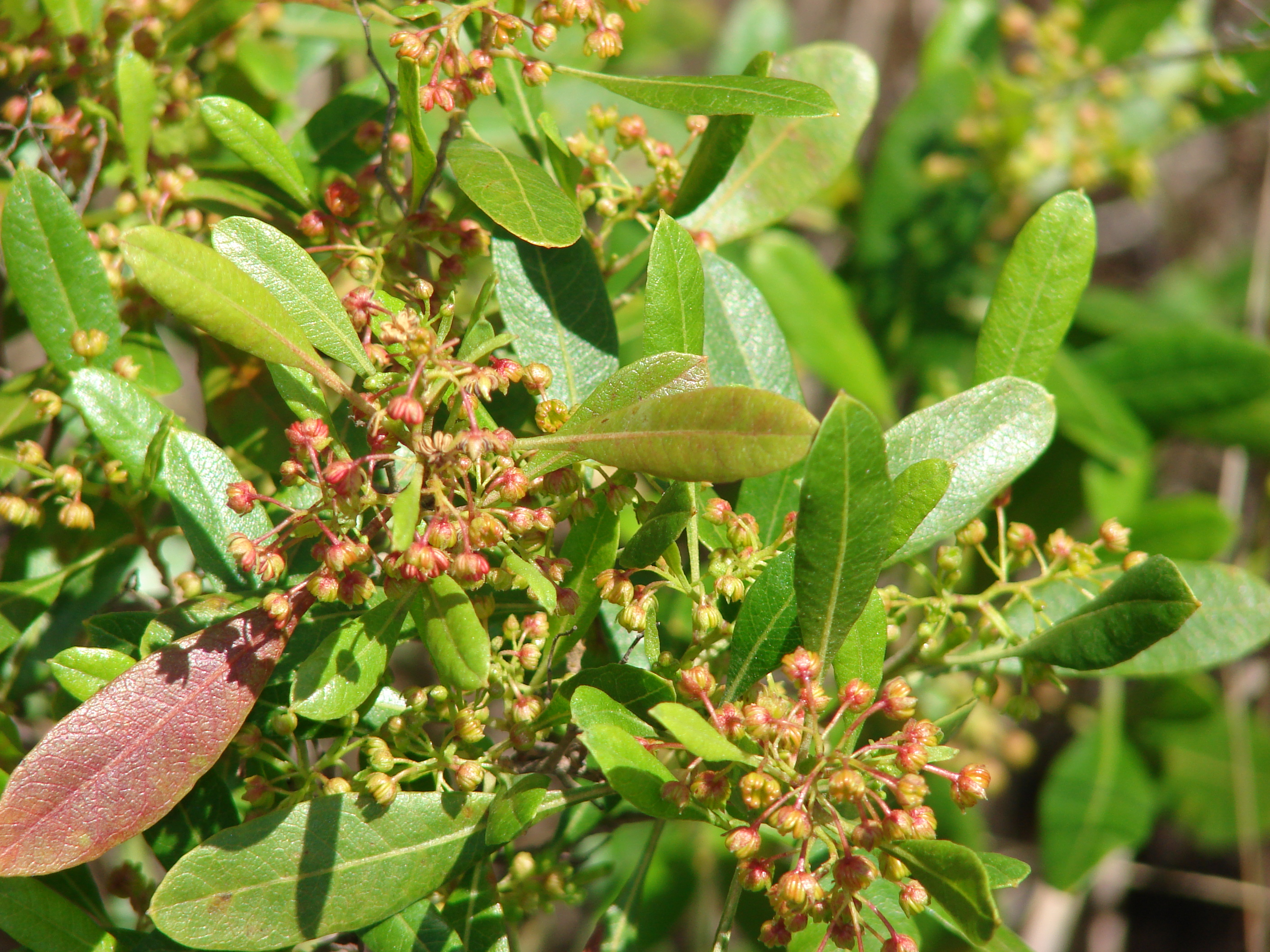
Fullatge i flors de Dodonaea viscosa.

Un equip científic liderat pel botànic suís Heinrich Zollinger va arribar a Sumbawa el 1847. La missió de Zollinger era estudiar l'escenari de l'erupció i els seus efectes en l'ecosistema local. va ser la primera persona a fer el cim després de l'erupció; encara era ple de fum. A mesura que Zollinger pujava, els seus peus s'enfonsaven diverses vegades a través d'una prima crosta superficial; era una capa de pols calenta, com de sofre. Algun tipus de vegetació havia brotat i observà uns pocs arbres en el talús inferior. Entre els 2.200 i els 2.550 metres d'altura descobrí un bosc de Casuarina. També s'hi trobaren prats de l'espècie Imperata cylindrica.
La repoblació de la muntanya va començar el 1907. A la dècada de 1930 s'inicià una plantació de cafè al vessant nord-oest de la muntanya, a la vila de Pekat. Una densa selva tropical, dominada per l'espècie Duabanga moluccana, havia crescut a una altitud d'entre 1.000 i 2.800 metres. En les seves anotacions, comenta que va començar el seu viatge "en un país força estèril, sec i calorós", i que després havien entrat en "una poderosa jungla" amb "enormes, majestuosos boscos gegants". A 1.100 metres van penetrar en un bosc ennuvolat. Per sobre dels 1.800 metres van trobar Dodonaea viscosa i arbres de Casuarina, i al cim, hi havia Anaphalis viscida i Wahlenbergia.
El 1896, es van trobar 56 espècies d'ocells, incloent-hi Lophozosterops dohertyi, i dotze espècies més d'ocells el 1981. Van continuar els estudis zoològics i s'anaren trobant altres espècies d'ocells a la muntanya, resultant en un total de 90 espècies descobertes al Mont Tambora. Cacatua sulphurea, túrdids del gènere Zoothera, estúrnids del gènere Gracula, galls verds i Trichoglossus haematodus se'ls caça per al comerç d'avicultura per part de la població local; els individus de l'espècie Megapodius reinwardt se'ls caça com a menjar. Aquesta explotació de les aus n'ha fet declinar la població. La Cacatua sulphurea està prop de l'extinció a l'illa de Sumbawa.
Des de 1972, una companyia d'explotació forestal treballa a la zona, fet que planteja una greu amenaça per a la selva pluvial. La companyia té una concessió de la fusta d'una àrea de 20.000 hectàrees (200 km²), o el 25% de l'àrea total. Una altra part de la selva pluvial s'utilitza com a vedat de caça. Entre el vedat de caça i la zona de tala hi ha una reserva natural on es poden trobar cèrvids, búfals asiàtics domèstics, senglars, ratpenats, Pteropus, i diverses espècies de rèptils i ocells.

## Control de riscos
La població d'Indonèsia s'ha incrementat ràpidament des de l'erupció de 1815. L'any 2006 s'arribava als 222 milions de persones, de les quals 130 milions es concentraven a Java. Una erupció volcànica tan gran com la del Tambora el 1815 podria haver estat una catàstrofe devastadora amb encara més morts. Per aquest motiu l'activitat volcànica a Indonèsia se segueix de prop, inclosa la que es produeix al Mont Tambora.
A Indonèsia l'activitat sísmica la supervisa el Directorate of Vulcanology and Geological Hazard Mitigation. El lloc de vigilància del Mont Tambora es troba a Doro Peti village. Des de l'erupció de 1880 no hi ha hagut cap increment significant de l'activitat sísmica. De tota manera es fa un seguiment continu dins la caldera, especialment dins el con paràsit Doro Api Toi.
La direcció ha elaborat un mapa de mitigació de riscos pel Mont Tambora. S'han diferenciat dues zones: la zona perillosa i la zona de cautela. La zona perillosa és una àrea que quedaria afectada directament per una erupció, amb fluxos piroclàstics i arribada de lava. Aquesta àrea, que inclou la caldera i els seus voltants, cobreix una àrea de 58,7 km², i s'hi ha prohibit l'habitatge. La zona de cautela inclou àrees que podrien veure's afectades indirectament per una erupció, amb lahars i caiguda de pedres tosques. L'àrea de cautela fa 185 km² i inclou les viles de Pasanggrahan, Doro Peti, Rao, Labuan Kenanga, Gubu Ponda, Kawindana Toi i Hoddo; també inclou el riu Guwu.